# Hesperoyucca newberryi
Hesperoyucca newberryi là một loài thực vật có hoa trong họ Măng tây. Loài này được (McKelvey) Clary mô tả khoa học đầu tiên năm 2001.